# Мнацаканов, Александр Сидорович
Александр Сидорович Мнацаканов (Мнацаканян) (23 февраля 1921, Владикавказ — 24 июля 2004, Москва) — советский офицер, участник Великой Отечественной войны, генерал-лейтенант. Герой Советского Союза.

## Биография
Родился 23 февраля 1921 во Владикавказе Горской АССР в семье крестьянина. По национальности армянин.
Окончив с отличием 10 классов и 3 курса Тбилисского института железнодорожного транспорта, он добровольцем ушёл 1 августа 1941 года на фронт.

### В годы Великой Отечественной войны
Первые дни службы Мнацаканов провёл под Сталинградом, где проходил курс молодого бойца. После этого, отмеченный за отличную выучку, был командирован в город Камышин для обучения и повышения квалификации. В сентябре 1942 года успешно окончив Камышинское танковое училище, Мнацаканов получил звание «лейтенант» и в должности командира танкового взвода был направлен в Сталинград, где к тому времени шли ожесточённые бои за город. Танковая бригада, в состав которой входил взвод Мнацаканова, вела тяжёлые бои в составе Донского фронта, а также участвовала в операции по окружению немецких войск в Сталинградской битве. Молодой лейтенант со своим взводом в составе бригады принял непосредственное участие в разгроме и пленении 6-й армии вермахта, срыве планов немцев по захвату Сталинграда и вступления Турции в войну на стороне нацистской Германии против Советского Союза.
В бою за город Каменск в районе деревни Шарпаевки 18 января 1943 года танк лейтенанта был подбит, однако экипаж, покинув горящую машину, в рукопашной схватке уничтожил расчёт немецкого орудия, подбившего их танк. В этом бою Мнацаканов был тяжело ранен и потерял зрение. Сильно обгоревший и потерявший от сильных ожогов сознание, он был отправлен в госпиталь. Через 3 месяца, благодаря усилиям врачей, он снова стал зрячим и вернулся в строй. Командование, высоко оценив действия лейтенанта, наградило его медалью «За отвагу».
В мае 1943 года Мнацаканов был направлен в город Нижний Тагил в резервный полк, в котором формировались маршевые роты для приёма танков и их доставки на фронт. Летом этого же года, назначенный командиром тяжёлого танка «KB», молодой офицер с новыми танками Т-34 из Нижнего Тагила прибыл на Ленинградский фронт. К осени 1943 года весь батальон, получив на вооружение танки Т-34, был передислоцирован с правого берега Невы в развалины завода «Трубосталь», а Мнацаканов был назначен на должность командира роты средних танков Т-34.
Начиная с 15 января 1944 года, на Ленинградском фронте началось оживление. Пришли в движение крупные силы с обеих сторон — было задействовано около двух миллионов человек, двух тысяч танков, самоходных установок, поддерживаемых огнём почти 33 тысяч орудий, миномётов, боевых машин реактивной артиллерии, действиями 1800 самолётов. В этот же день перед 84-м отдельным танковым батальоном была поставлена задача во что бы то ни стало, любой ценой, овладеть деревней Кургелево. Начался бой. Наступление советских войск немцами было остановлено, в результате чего командование решает вывести батальон на исходные позиции к Пулковским высотам. Разрабатывая новое наступление, командование назначает лейтенанта Мнацаканова на должность командира передового отряда ударной танковой группы. В ночь на 16 января 1944 года после артиллерийской подготовки передовой отряд совершил стремительный бросок в направлении населённого пункта Красное Село-Луга. Немцы, пытаясь препятствовать продвижению отряда молодого лейтенанта, взорвали плотину у Дудергофа, тем самым затопив низину перед Красным Селом, железнодорожные пути которого были забиты товарными составами, что затрудняло продвижение отряда. Мнацаканов вошёл в ледяную воду, точно определил удобное место преодоления танками района затопления, расцепил вагоны, растащил их танками, и через проход между вагонами отряд с боем продолжил движение в заданном направлении.
В бою за Красное Село отряд захватил пленного, по сведениям которого отряд вышел на Лужское шоссе. У населённого пункта Телези отряд был встречен сильным заградительным огнём обороняющейся артиллерии противника. Продвижение колонны остановилось. Тогда Александр Мнацаканов, проявив смекалку и пойдя на риск, приказал включить фары боевых машин. Немцы, приняв советские танки за свои отступающие войска, на короткое время прекратили огонь. Когда же немцы спохватились, отряд уже проскочил мимо них, и огонь они уже открыли по удалявшимся советским машинам. За передовым отрядом шла основная группа Красной Армии во главе с майором Кононовым. Понимая, что она может напороться на немцев, Мнацаканов принимает решение атаковать артиллерию противника. Выключив фары на боевых машинах, отряд атаковал позицию немцев. К тому моменту подошли основные силы и таким образом был нанесён удар с двух сторон, в результате чего вражеские пушки успели сделать лишь несколько выстрелов. В течение боя, продолжавшегося около получаса, было уничтожено 15 противотанковых орудий, много мотоциклов и повозок. Весь гарнизон опорного пункта был разгромлен.
Продолжая движение дальше, передовой отряд при подходе к населённому пункту Кипень натолкнулся на засаду немецких танков. Подбив один из «Тигров», танк Мнацаканова пошёл на таран на другой. Противник, не выдержав и резко свернув, попал одной гусеницей в кювет и забуксовал. Подъехавший к нему советский офицер, высунувшись из люка, подбил его гранатой. Экипаж, покинувший немецкий танк, сдался в плен, среди сдавшихся был начальник штаба полка, незадолго до этого разбитого танкистами в Русско-Высоцком. Уничтожив засаду, отряд Мнацаканова на краю Кипени первым встретился с передовыми частями 250-го танкового полка 2-й ударной армии, наступавшей с Ораниенбаумского плацдарма. Эта встреча была исторической ввиду того, что ознаменовала завершение операции по снятию блокады Ленинграда.
Спустя несколько дней лейтенант Мнацаканов получает задание вывести передовой танковый отряд на развилку дорог, удерживая её, не допускать к развилке двигавшуюся в сторону шоссе колонну отступающих немецких войск. Командир отряда для предотвращения выхода противника из окружения решил использовать захваченный немецкий «тигр». Для выполнения этой задачи им был подобран экипаж из числа лучших танкистов его отряда. Мнацаканов вывел «тигр» на шоссе и вклинился в колонну противника, после чего стал подминать отдельные машины, сталкивать их в овраги и на обочины дороги. На одном из поворотов, круто поднимавшемся в гору, «тигр» советского офицера обогнал колонну и вышел на высшую точку шоссе, после чего развернул пушку и стал в упор расстреливать подтягивавшиеся к повороту машины. Пушечным и пулемётным огнём из «тигра» и его гусеницами было уничтожено и повреждено большое количество боевой техники и живой силы противника. Когда же начали кончаться боеприпасы, Мнацаканов отдал приказ прорываться к своим. Подойдя к позициям советских войск, «тигр» с советским экипажем внутри подвергся артиллерийской атаке со стороны сил Красной Армии. По приказу командира пушка танка была развёрнута в сторону противоположную советским позициям, а на башне машины была размешена белая бельевая рубашка, но советские артиллеристы не прекратили огонь. Тогда к нашим был отправлен один из членов экипажа Валентин Ефремов. После того, как он добрался, огонь прекратился. Выполнение этого боевого задания обеспечило освобождение сёл Петлино и Черново. Во время проведения разведки боем в тылу врага танковый экипаж уничтожил 10 орудий различного калибра, 10 автомашин, 8 тягачей, 3 штабных повозки, около 15 грузовых автомашин, 3 пулемётных дзота, один штаб и несколько сотен немецких солдат и офицеров. Сам же лейтенант Мнацаканов был тяжело ранен и сразу же по возвращении с боевого дежурства был госпитализирован.
Указом Президиума Верховного Совета СССР от 24 марта 1945 года за образцовое выполнение боевых заданий командования на фронте борьбы с немецко-фашистскими захватчиками и проявленные при этом личное мужество и умелое руководство подразделением, обеспечившим успех боевых действий наступавших войск, лейтенанту Мнацаканову Александру Сидоровичу присвоено звание Героя Советского Союза с вручением ордена Ленина и медали «Золотая Звезда» (№ 7397).
После прохождения лечения в военном госпитале вернулся в строй и принял участие в ряде тяжёлых боёв по освобождению страны от оккупантов. 24 июня 1945 года участвовал в Параде Победы на Красной площади Москвы.

### Послевоенные годы

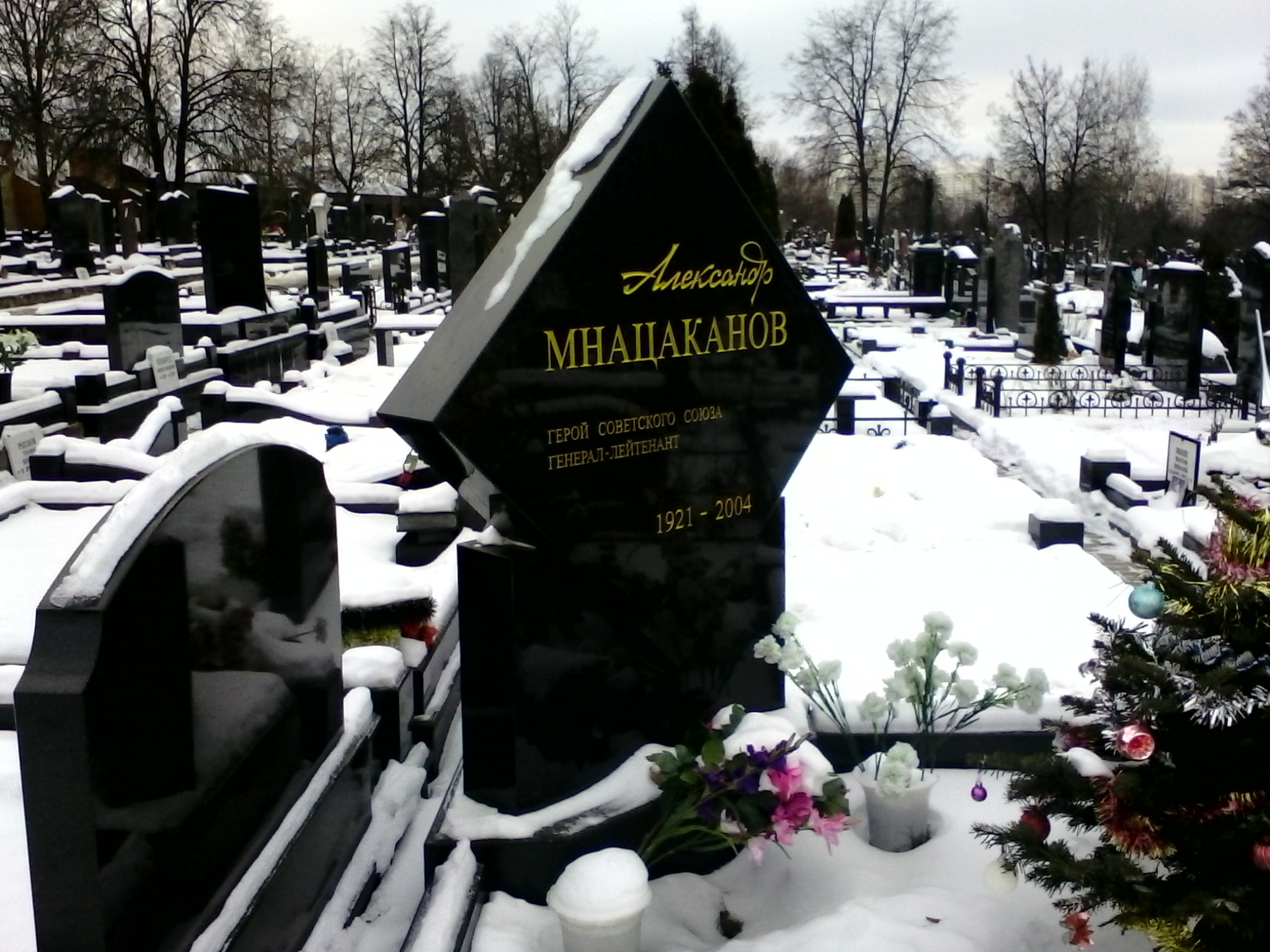
Могила Мнацаканова на Троекуровском кладбище Москвы.

В 1947 году с отличием окончил Военную академию бронетанковых и механизированных войск имени И. В. Сталина, в которую был направлен для обучения в 1944 году. Продолжал службу в рядах Вооружённых Сила СССР. Работал на военно-дипломатической службе в Сирии, Ливане, Лаосе, Марокко. С 1977 года являлся начальником факультета Военно-дипломатической академии.
В 1986 году Александр Мнацаканов в звании генерал-лейтенанта ушёл в отставку. Находясь на пенсии, жил в Москве. Умер 24 июля 2004 года, похоронен в Москве на Троекуровском кладбище (участок 5).

## Память
- В 1995 году А. С. Мнацаканов выпустил автобиографическую мини-книгу «Сорок пять лет в строю (записки военного дипломата)»[3], где в форме рассказа описаны наиболее интересные и запоминающиеся эпизоды из его жизни, в том числе, из наиболее трудных боёв на Сталинградском и Ленинградском фронтах, а также из деятельности на зарубежной работе в должности военного дипломата[3].
- В городе Красное Село Ленинградской области на улице Бронетанковой торжественно открыта мемориальная доска, посвящённая Герою Советского Союза А. С. Мнацаканову.
- 6 мая 2010 года в Гатчинском районе около деревни Вайялово состоялось открытие памятного бюста Героя Советского Союза, являющегося почётным гражданином Гатчинского муниципального района, генерал-лейтенанта Александра Мнацаканова[4][5].
- Имя Александра Мнацаканова увековечено в Книге памяти в мемориальном комплексе «Защитникам и освободителям Ленинграда», установленном со стороны Пулковских высот[4].
- Колпинская средняя школа № 467 (город Санкт-Петербург) носит имя 220-й отдельной Гатчинско-Берлинской танковой бригады. В школе действует музей бригады, в котором А. С. Мнацаканову посвящена часть экспозиции.

## Награды
- Медаль «Золотая Звезда» № 7397 Героя Советского Союза;
- орден Ленина;
- три ордена Красной Звезды[6]
- орден Отечественной войны I степени[7];
- орден «За службу Родине в Вооружённых Силах СССР» III степени;
- медаль «За отвагу»[8];
- медаль «За оборону Ленинграда»;
- другие медали.